# Целуйково
Целуйково (укр. Цілуйкове) — село, относится к Белокуракинскому району Луганской области Украины. Расположено на реке Козинка.
Население по переписи 2001 года составляло 402 человека. Почтовый индекс — 92253. Телефонный код — 6462. Занимает площадь 55,23 км². Код КОАТУУ — 4420986904.

## Местный совет
92252, Луганська обл., Білокуракинський р-н, с. Нещеретове  (укр.)